# Marigalante
Marigalante a veces llamada  María Galante (en francés: Marie-Galante; en el Criollo local: Marigalant o Mari-galant) es una isla del mar Caribe perteneciente al departamento de ultramar francés de Guadalupe, estando localizada a 30 km de esta última, y con una superficie de aproximadamente 158,01 km² y una población estimada en 10 867 habitantes en 2016.

## Historia
En el siglo III, los arahuacos se instalaron en la isla, que llamaron Touloukaéra. Los caribes la ocuparon en el siglo IX y le dieron el nombre de Aichi o Aulinagan, el algodón de la tierra. Las poblaciones indígenas también cultivaron la yuca y habían aprendido el uso de plantas medicinales. También vivieron de la pesca. Fueron encontrados en las cuevas restos de cerámica de sus pueblos, petroglifos y objetos religiosos.

### Colonización española
Fue denominada Marigalante por el almirante Cristóbal Colón el 3 de noviembre de 1493. Durante su segundo viaje a las Indias Occidentales la primera isla que encontró la designó como La Deseada y a la segunda con el nombre de la nao almiranta, Marigalante, ambas islas se protocolizaron de soberanía española en los respectivos actos. Según escribió L. Martínez de Isasti, un siglo después del descubrimiento, el nombre se debe al capitán Vasco Martin Cotillos que escogió el nombre de su mujer para la isla.[cita requerida]

### Colonización Francesa
Ulteriormente fue colonizada por los franceses en el siglo XVII, quienes trajeron consigo a esclavos y desarrollaron una economía sobre la base de la explotación de la caña de azúcar.
Alrededor de cincuenta colonos franceses se instalaron en 1648 cerca del lugar conocido como Vieux-Fort (Fuerte viejo), junto con el gobernador Charles Houël. En 1653, un segundo fuerte fue construido en Grand-Bourg. La población sufrió de privaciones y el sufrimiento de los ataques del Caribe hasta 1660, cuando un tratado de paz fue firmado en Basseterre entre nativos y colonos.
Durante la segunda mitad del siglo XVII, los primeros esclavos fueron traídos de África a Marigalante para cultivar las plantaciones. En 1671, la población estaba constituida en un 57 % por negros traídos de África. Judíos neelandeses exiliados de Brasil también se establecieron, trayendo consigo sus técnicas de cultivo de caña de azúcar.

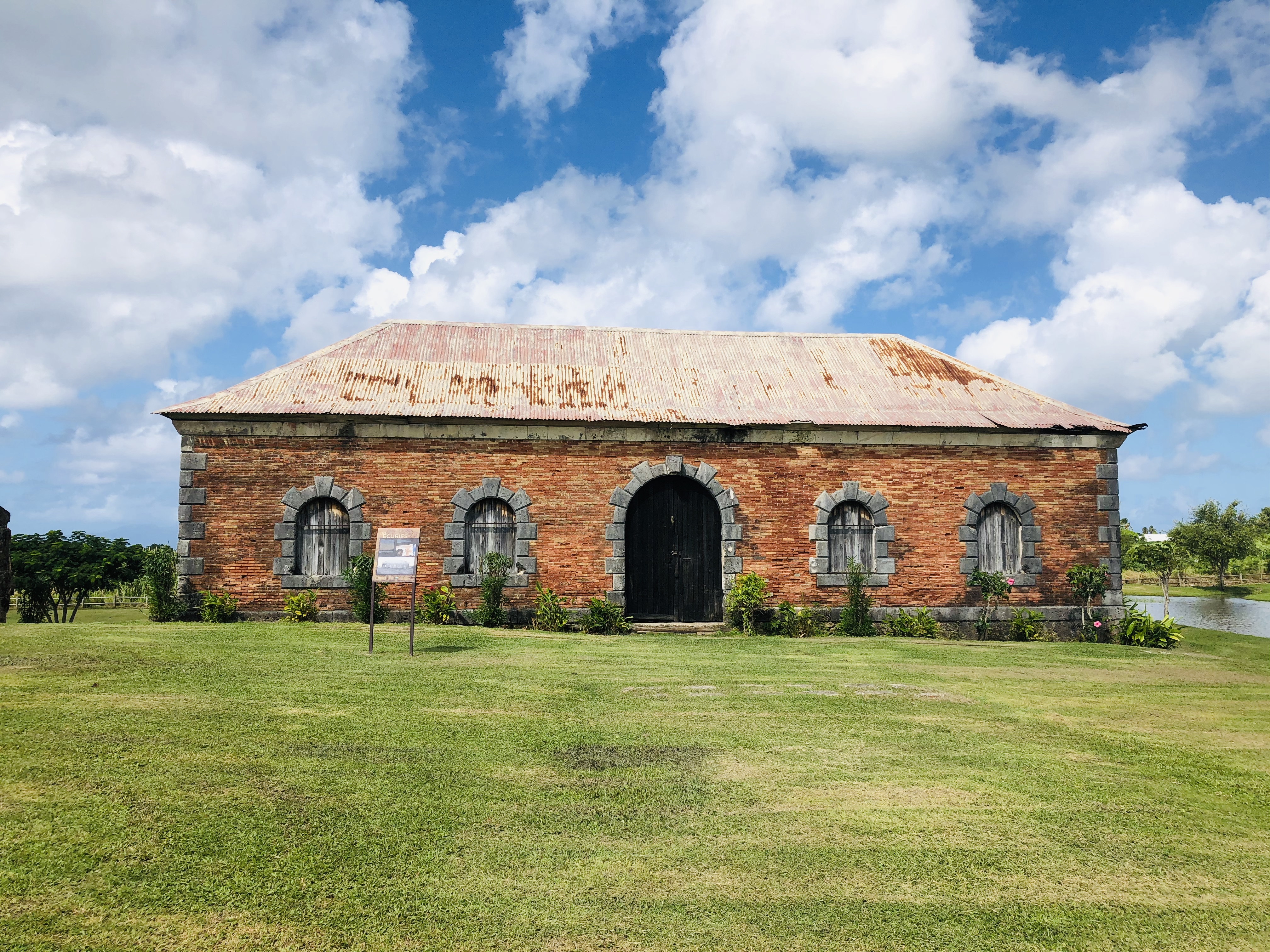
Ruinas de la Azucarera de Trianon.

En 1676, Holanda llegó con una flota y saqueó sus instalaciones. Después de la repoblación, los nuevos habitantes de la isla fueron atacados tres veces por los holandeses.
Desde 1692 hasta 1816, ingleses y franceses se enfrentaron por la isla en cinco ocasiones. Durante este período, Marigalante fue independiente desde 1792 hasta 1794. En 1790, de alrededor de 11.500 habitantes, 9.400 eran esclavos.

### Ocupación Británica
Los británicos capturaron Guadalupe, y con ella Marigalante, La Deseada y todas las dependencias de Guadalupe, en abril de 1794. El Tratado de Amiens de 1802 las devolvió a Francia. Con la restauración, también se restableció la esclavitud en 1802.
En marzo de 1808, la Marina Real tomó posesión de Marigalante para impedir que los corsarios franceses utilizaran su puerto. En agosto, una pequeña fuerza francesa intentó reconquistar la isla, pero la guarnición británica, formada por los Royal Marines, aumentada por los primeros Marines Coloniales de Sir Alexander Cochrane, recién reclutados entre los esclavos fugados de la isla, y por algunas tropas del 1.er Regimiento de las Indias Occidentales, derrotó y capturó a los franceses. Los británicos devolvieron la isla a Francia en 1815.

### Historia Moderna
En 1838 un incendio destruyó la Grand-Bourg, y en 1843 la isla fue golpeada por un terremoto.
Rebeliones de esclavos y los abolicionistas franceses encabezaron la intervención en 1848. En Marigalante, la abolición definitiva de la esclavitud se celebró durante tres días y tres noches. Pero estos acontecimientos no marcaron el fin de la violencia colonial. En las elecciones de 1849, la policía reprimió a los libertos que se opusieron al fraude organizado por los grandes terratenientes. No fue sino hasta 1920 que los descendientes de los esclavos se convierten en propietarios de plantaciones de caña de azúcar en Marie-Galante.
En 1865, un ciclón y el cólera azotaron la isla y su gente. En 1902, un segundo incendio devastó Grand-Bourg. Otros ciclones afectaron a la isla en 1928 y 1995.
En 1994, la «charte du pays» (carta del país) Marigalante fue firmada. Los miembros que lo componen: los tres municipios de la Isla son organizados por esa Carta para mejorar la producción local de la isla y proteger su patrimonio ecológico mediante la creación de una zona protegida en el noreste de la isla en colaboración con la Asociación Amicale Ecolambda. Marie-Galante se presenta como un país verde.
El 24 de enero de 2010 a las 6 horas 43 minutos hora local, un terremoto con una magnitud de 5,1 se produjo en Martinica. Su epicentro se encontró a unos 60 kilómetros de Marigalante, y 52 km de Saint-François en el norte de Guadalupe, a una profundidad de 67 km.

## Geografía

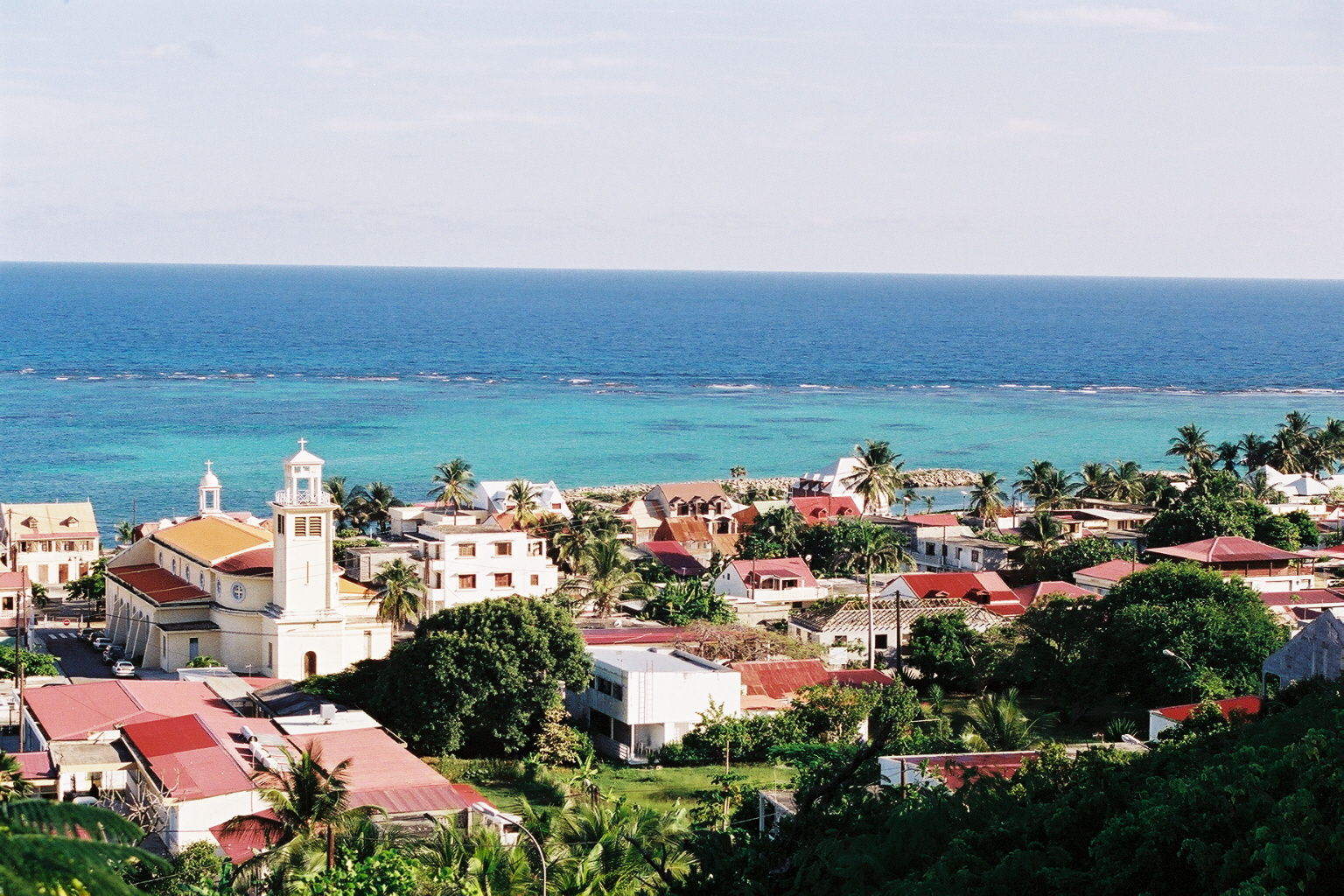
Bourgade de Caspesterre.

Algunos llaman a Marigalante "Gran Galette", debido a su forma redondeada de 15 km de diámetro. La isla tiene un sustrato calizo montañoso, y está bañada por los vientos alisios, pero también sujeta a los huracanes y terremotos.

### Ubicación
Marigalante se encuentra en el hemisferio norte, pertenece al archipiélago del Caribe (o de las Antillas), entre el Trópico de Cáncer y el ecuador terrestre. Se encuentra a 15°56' de latitud norte y 61°16' de longitud oeste.
La isla se encuentra a unos 6.200 km de la Francia continental, a unos 2.200 km al sureste de Florida, a unos 580 km de la costa de Sudamérica (Venezuela) y, más concretamente, con Guadalupe, en el corazón de las Antillas Menores.

### Topografía, geología e hidrografía
La isla de Marigalante es un atolón elevado que descansa sobre un sustrato calcáreo accidentado, situado en el arco exterior de la placa del Caribe. Una falla llamada "la Barre" separa el barrio norte del resto de la isla. La costa norte, frente a Grande-Terre, se caracteriza por un alto acantilado, mientras que el punto más alto, el Morne Constant (204 m de altitud), se encuentra al este, en el territorio del municipio de Capesterre-de-Marie-Galante.
La isla tiene un islote principal:
- l'îlet du Vieux-Fort o Islote Vieux-Fort.[14]

Dos ríos fluyen allí después de cruzar la meseta de la isla desde el corazón de la misma:
- El río Vieux-Fort (el segundo río más importante de la isla) - situado en el norte en el territorio de la comuna de Saint-Louis, fluye de este a oeste de la isla de Marigalante, desemboca en el océano Atlántico al sur del lugar llamado Vieux-Fort, que fue el primer asentamiento europeo en la isla,[15] a la altura del Anse du Vieux-Fort

- El río Saint-Louis (antiguo río Saint-François), de 17,3 km de longitud,[16] es el principal río de la isla. Se eleva a unos 160 metros de altura, en un lugar llamado Nesmond, en Capesterre-de-Marie-Galante, y luego cruza la isla de este a oeste por su mitad y separa el municipio de Saint-Louis al norte del de Grand-Bourg al sur. Este curso de agua, alimentado por las aguas de muchos pequeños barrancos y caudales, desemboca en el océano Atlántico al sur de la ciudad de Saint-Louis, en el límite norte de la marisma de Folle-Anse.

### Clima
Marigalante, al igual que el resto del archipiélago de Guadalupe, goza de un clima tropical atemperado por las influencias marítimas y los vientos alisios a los que está sometida.

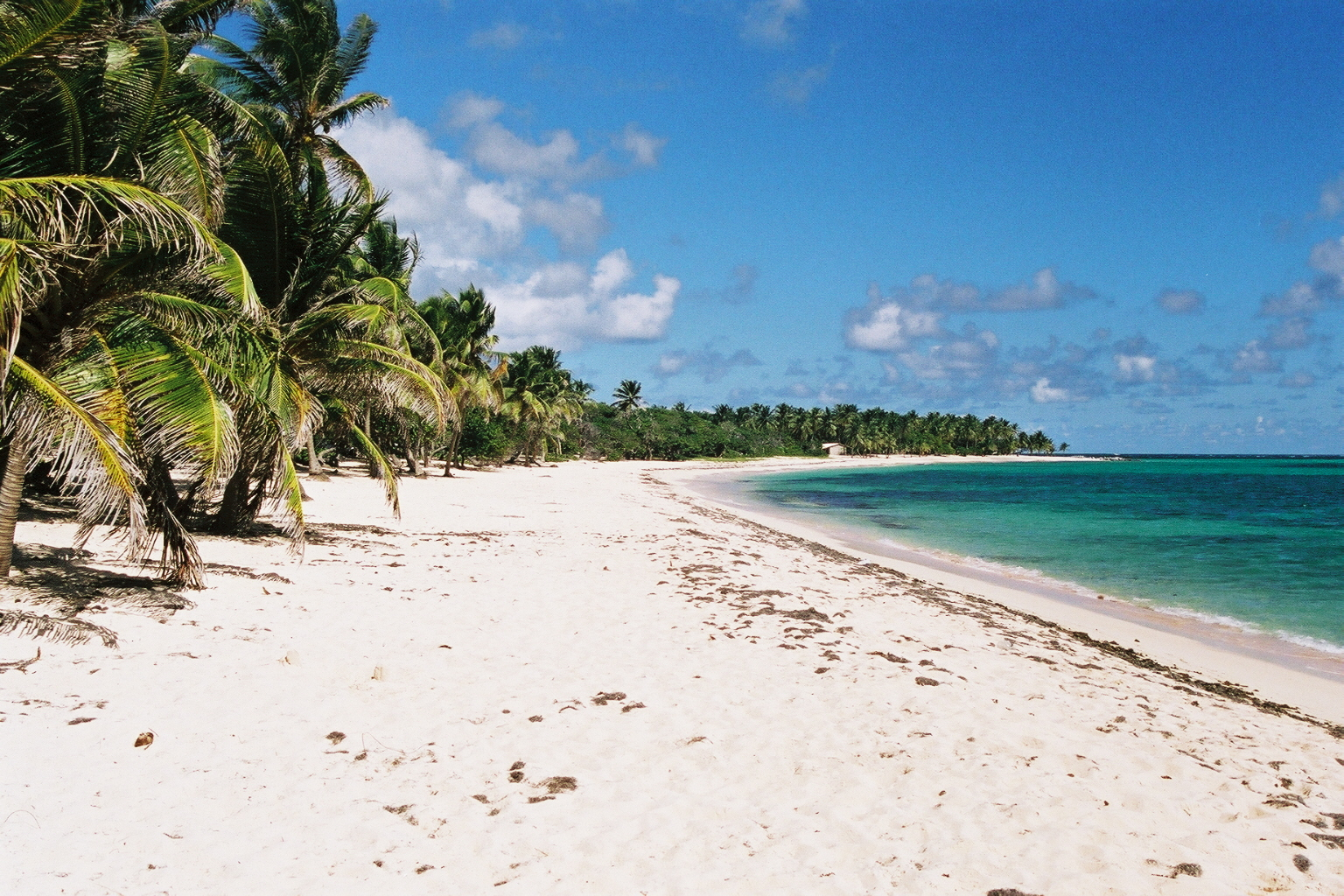
Playa de Feuillère en la isla.

Hay dos estaciones en Marigalante y en las islas vecinas:
- una estación seca llamada localmente carême que va de enero a junio;
- una estación húmeda llamada localmente hivernage  que va de julio a diciembre.

En cuanto a la temperatura, con una media de 27 °C, hay poca diferencia entre los meses más calurosos (de 25 °C a 32 °C) y los más fríos (de 23 °C a 29 °C). Marie-Galante y sus mesetas calcáreas pueden sufrir regularmente graves sequías. La temperatura media del agua del mar es de 28 °C.
Por último, la isla está sujeta a huracanes de mayo a noviembre. Estos huracanes se forman localmente en las Antillas o frente a Cabo Verde, en África, y derivan en los vientos alisios del este.

### Paisaje y medio ambiente
En el norte de la isla el paisaje se caracteriza por la presencia de un acantilado de piedra caliza. Hacia el este y el sur, la meseta se convierte en "mornes" para inclinarse hacia una llanura costera. Esta última limita con el océano Atlántico, del que está protegida por una barrera de coral, los cayos. Al oeste de la isla, frente a Basse-Terre, las playas y los manglares se extienden a lo largo del mar Caribe y un humedal natural del litoral se extiende en la parte correspondiente a la bahía de Folle-Anse.
Marigalante es un punto caliente de la biodiversidad. Al igual que las demás Antillas Menores, surgió del océano hace menos de cinco millones de años. Este aislamiento ha favorecido la aparición de un alto índice de endemismo. El archipiélago estaba totalmente cubierto de bosques antes de la llegada de los europeos en el siglo XVI. Esta llegada vino acompañada de invasiones biológicas y de desmontes que tuvieron un grave impacto en la biodiversidad.
Muchas especies han desaparecido de la isla, y los entornos naturales de Marie-Galante están sufriendo un poco el retroceso de la selva, la urbanización acelerada de los últimos años y el desarrollo de los cultivos, sobre todo de la caña de azúcar, todo lo cual ha reducido la importancia de la selva e incluso la ha hecho desaparecer en algunos puntos. El cultivo de la caña de azúcar ha dejado su huella en los paisajes no montañosos. La agricultura (principalmente exportadora) de caña de azúcar, alcohol (ron) sigue siendo fuertemente fomentada, para hacerla más "sostenible" y frenar su recesión por parte de Europa, el Estado Francés y las autoridades locales (Región y Departamento).

### Fauna y flora

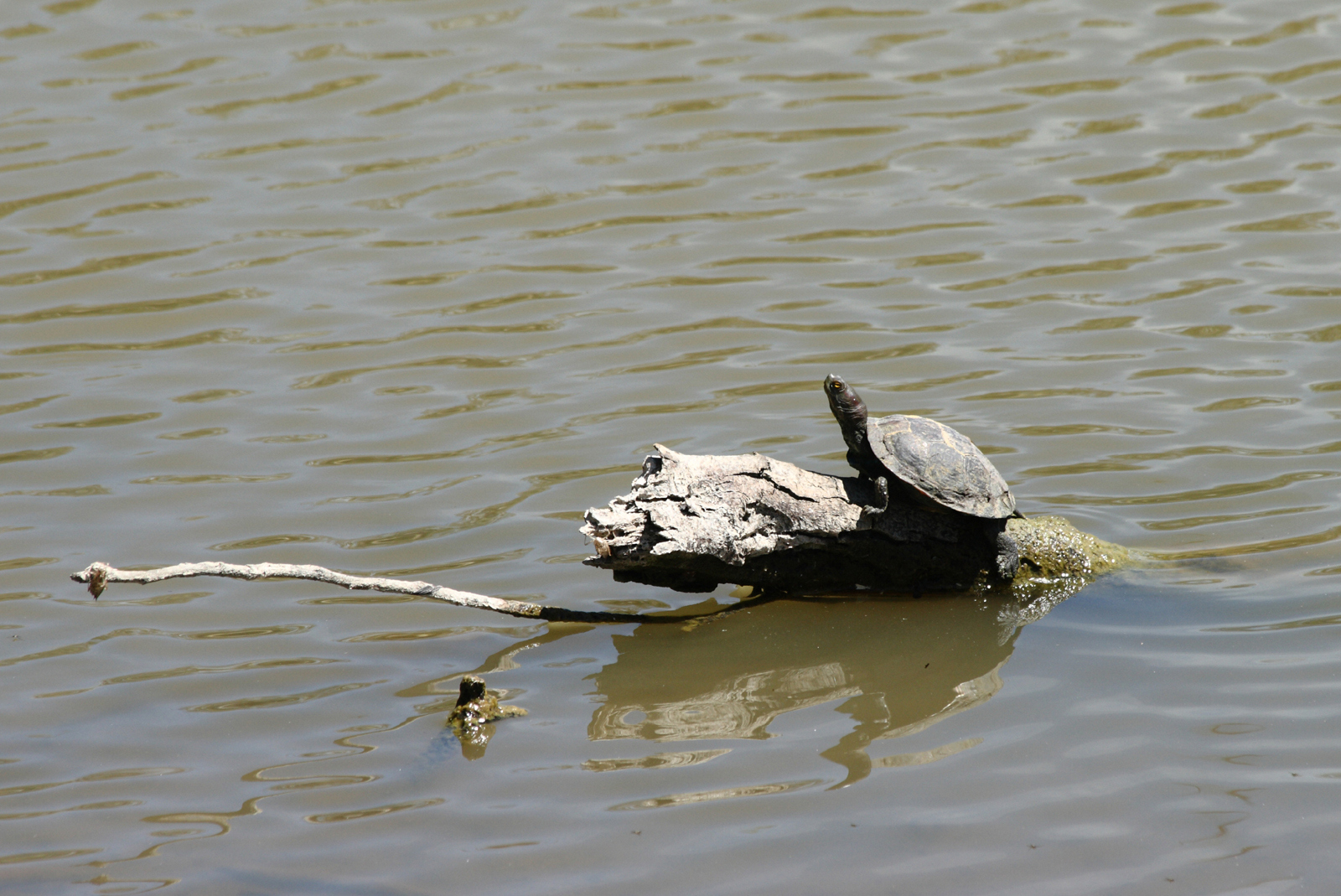
Tortuga viviendo en la Isla.

En la isla de Marigalante se pueden encontrar reptiles como la tortuga de patas rojas o molokoï, una especie de salamanquesa llamada localmente mabouia y pequeños lagartos llamados anolis.
Algunas tortugas marinas también vienen a desovar.
Una variedad de cangrejo localmente llamada touloulou es bastante común.
Al oeste de la isla hay un banco de coral a unos 20 metros de profundidad.
Y los lechos de hierbas marinas pueblan los fondos arenosos costeros, de forma discontinua.

### Preservación
En Marigalante, los manglares casi han desaparecido, pero también hay un manglar en Marigalante, situado en Vieux-Fort, Saint-Louis. Una parte del patrimonio animal y vegetal terrestre se ha degradado como consecuencia de las actividades humanas, excepto en el oeste, al noroeste, hacia Saint-Louis, donde los arrecifes de borde, poco desarrollados, siguen albergando muchas especies marinas.
Desde 1992, Marigalante forma parte de la reserva de la biosfera del archipiélago de Guadalupe. Guadalupe, en parte gracias a sus islas, se ha convertido en el departamento de ultramar con más zonas protegidas, incluido un parque nacional.

## Peligros naturales
Marigalante está sujeta a muchos riesgos naturales, como terremotos, tsunamis, erupciones volcánicas o ciclones tropicales. Ha sido objeto de un plan específico de prevención de riesgos.

### Terremotos y tsunamis
El 21 de noviembre de 2004, Marigalante, Guadalupe y, en particular, el archipiélago de Saintes se vieron afectados por un violento terremoto de 6,3 grados en la escala de Richter, que causó la muerte de una persona y cuantiosos daños materiales.
El 29 de noviembre de 2007, un terremoto de entre 6,8 y 7,3 grados en la escala de Richter, con epicentro en el sureste de Roseau, la capital de Dominica, sacudió las Antillas. El terremoto se sintió con fuerza en Marigalante, pero no causó daños significativos.
El terremoto del 8 de febrero de 1843 es, a día de hoy, el más violento que se conoce. Causó la muerte de más de mil personas, así como daños muy importantes en Pointe-à-Pitre.

### Erupciones volcánicas
La Soufrière, gran volcán situado en la isla de Basse-Terre, en el archipiélago de Guadalupe.

### Ciclones tropicales y mareas de tempestad
Las islas del Caribe se encuentran a menudo en la trayectoria de los huracanes tropicales. Situada en una región muy expuesta, Marigalante tiene que hacer frente a muchos ciclones. La isla está sometida al paso de huracanes de mayo a noviembre. Se forman localmente en las Antillas o frente a Cabo Verde, en África, y derivan en los vientos alisios del este.

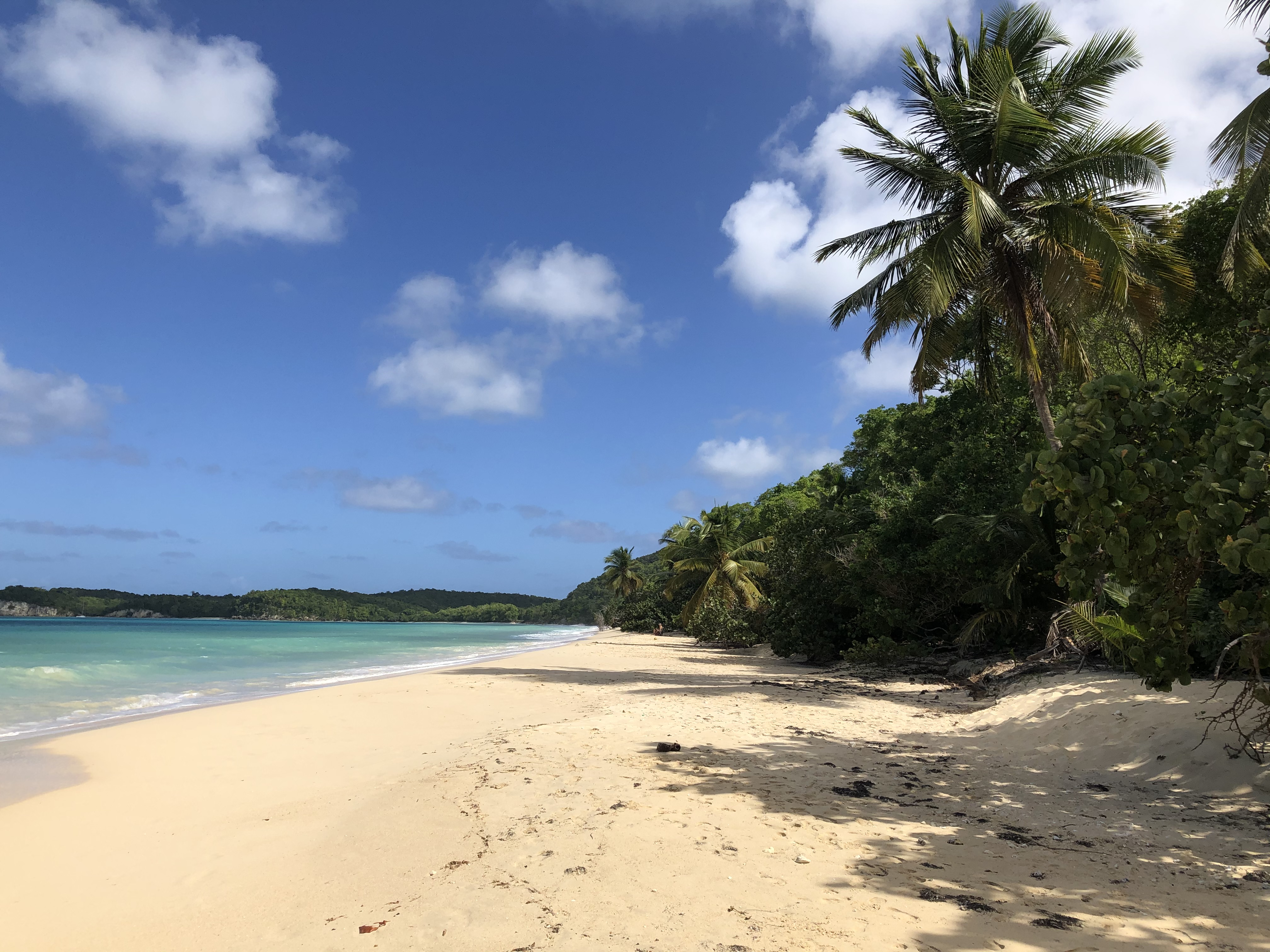
Playa de Folle Anse en Marigalante.

El huracán más mortífero que afectó a Guadalupe y sus islas fue el de Pointe-à-Pitre de 1776, que mató al menos a 6.000 personas. El 16 de septiembre de 1989, el huracán Hugo causó graves daños en las islas del archipiélago. En 1995, tres ciclones (Iris, Luis y Marilyn) azotaron el archipiélago en menos de tres semanas. En septiembre de 2017, Marigalante se enfrentó al huracán María, de categoría 5, 4 muertos en Guadalupe y vientos sostenidos de hasta 215 km/h, rachas muy superiores en Marigalante y Les Saintes.
Desde el paso del huracán María el 18 de septiembre en las Antillas Menores, en particular en Dominica, donde pasó el ojo del ciclón, el archipiélago de Guadalupe, incluyendo "Guadalupe continental" y Marigalante vio la llegada de un éxodo masivo de Dominica, Dominiquais venir a refugiarse en las islas vecinas de la suya, destruido y casi invivible. El archipiélago también sufrió el mismo fenómeno, procedente esta vez de San Martín, tras el paso, del 6 al 10 de septiembre, del huracán Irma, de categoría 5, considerado como el más potente del Atlántico Norte desde 1980.
Algunos de los huracanes más notables que han azotado Guadalupe y las islas del archipiélago en los siglos XX y XXI son
12 de septiembre de 1928: huracán Okeechobee; 11 de agosto de 1956: huracán Betsy; 26 de octubre de 1963: tormenta tropical Helena; 22 de agosto de 1964: huracán Cleo, categoría 3, fuerte (14 muertos); 27 de septiembre de 1966: huracán Inez; 16-17 de septiembre de 1989: huracán Hugo; 14-15 de septiembre de 1995: huracán Marilyn, 6 de septiembre de 2017: huracán Irma; 18 y 19 de septiembre de 2017: Huracán María.

## Política y Gobierno

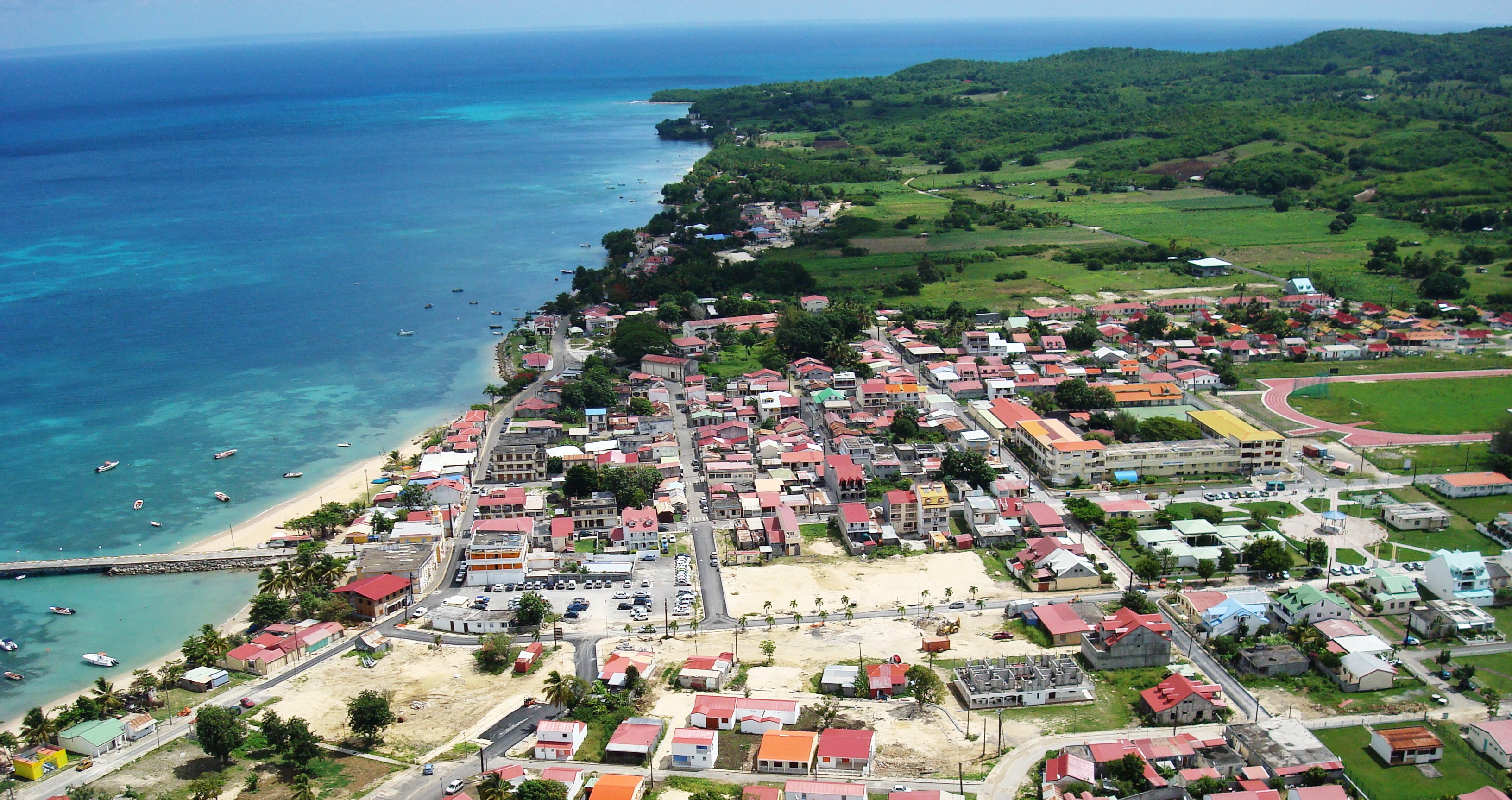
Comuna de Saint-Louis de Marie-Galante.

### Organización administrativa
La isla de Marigalante se compone de 3 municipios: Capesterre-de-Marie-Galante, Grand-Bourg (cabecera) y Saint-Louis-de-Marie-Galante, agrupados en la Comunidad de Municipios de Marigalante (C.C.M.G) cuya sede está en la localidad de Grand-Bourg.
Marigalante forma parte actualmente del distrito de Pointe-à-Pitre.
Mientras que antes de la redistribución cantonal de 2014 el territorio insular estaba dividido en 3 cantones, desde 2015 solo tiene un cantón: el de Marie-Galante.

### Historia política
Desde el inicio de la colonización francesa, Marie-Galante ha estado adscrita administrativamente al distrito de Pointe-à-Pitre, excepto durante el periodo revolucionario de 1793-1794. Y durante este corto período, mientras el resto del archipiélago de Guadalupe seguía siendo monárquico, este territorio fue republicano.

### País de Marie-Galante
El término País (en francés Pays) se utiliza a veces para designar los caracteres típicos y tradicionales que se han desarrollado en el territorio de Marie-Galante.
Y designarse como país, según los términos de la Comunidad de Municipios de Marigalante, debe "permitir una mejor definición y afirmación de la singularidad y la especificidad del territorio de Marigalante, así como de su diversidad etnocultural".

## Demografía
Marie Galante llegó a tener en 1946 hasta 30.000 habitantes. Pero su población se vio fuertemente afectada por el éxodo masivo de sus jóvenes a Guadalupe y a la Francia continental o metropolitana. La isla, en 2006, registro más de 12.009 habitantes. Esta disminución de la población se relaciona con la muerte lenta de la economía azucarera durante este período.
| Posición | Comuna      | Pob. (2006) | Superficie (km²) | Densidad (hab/km²) |
| -------- | ----------- | ----------- | ---------------- | ------------------ |
| 1        | Grand-Bourg | 5707        | 55,54            | 103                |
| 2        | Capesterre  | 3469        | 46,19            | 75                 |
| 3        | Saint-Louis | 2833        | 56,28            | 50                 |

### Educación
El territorio de Marigalante forma parte de la Academia de Guadalupe y está incluido en el Polo Grande-Terre Nord que reagrupa los distritos de Grande-Terre Nord, Sainte-Anne y Saint-François.
La isla tiene
- 3 colegios
- El instituto Hyacinthe-Bastaraud, que tiene la particularidad de contar con una clase preparatoria para el examen de acceso a la Escuela Nacional de la Marina Mercante, un taller de Ciencias-Po y una sección de pesca;
- Varias escuelas primarias situadas en varios municipios o secciones, incluida una escuela privada.

### Salud
Marie-Galante posee además :
- Un hospital (Centre Hospitalier Sainte-Marie)[27] situado en Grand-Bourg, que ya no tiene sala de maternidad desde septiembre de 2012
- Una clínica situada en el mismo lugar
- Un establecimiento de hospitalización a domicilio en mayo de 2017

## Economía
La economía colonial desarrolló inicialmente los cultivos de tabaco, índigo, café y algodón en la isla de Marie-Galante. Pero, a partir del siglo XVII, los plantadores hicieron de la caña de azúcar una fuente de ingresos muy importante. Se mantuvo en los siglos XIX y XX, adaptándose a la abolición de la esclavitud y a la gran crisis del azúcar de la primera mitad del siglo XX.
De esta cultura de la caña, Marigalante heredó el apodo de "isla de los cien molinos". En 1818, había algo más de un centenar de molinos que trituraban la caña de azúcar producida por las fincas. El zumo que se extraía se transformaba en azúcar o ron. En un principio, los molinos funcionaban con bueyes, luego aparecieron los molinos de viento a partir de 1780, a los que compitieron los de vapor a partir de 1883. En el siglo XIX desaparece la organización económica del Antiguo Régimen. 

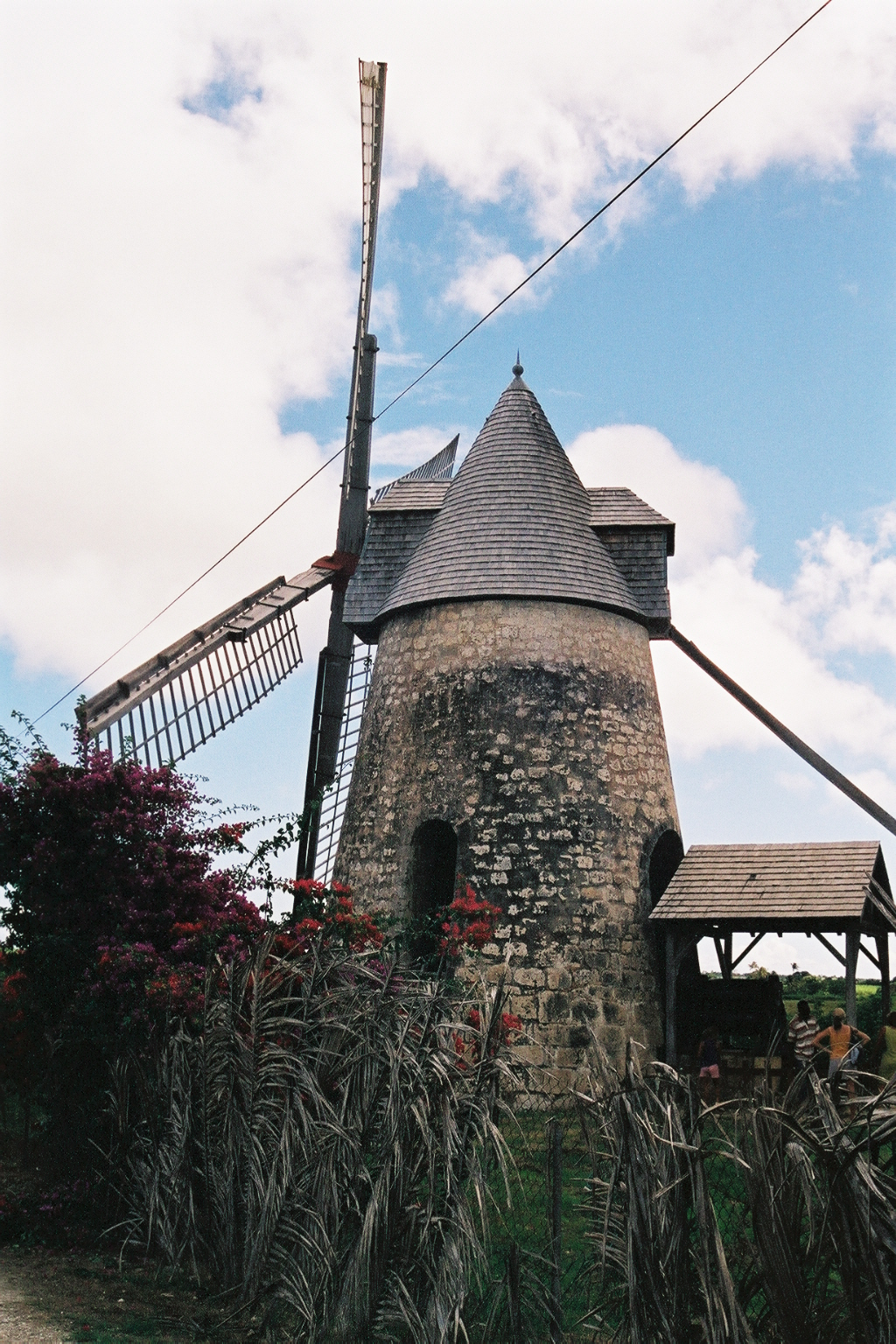
Moulin Bézard, en el sur de la isla, catalogado como monumento histórico.

Poco a poco, todas las pequeñas fábricas de azúcar se reestructuraron en azucareras. En 1885, cinco sitios representaban la mayor parte de la actividad. En 1931, había dieciocho destilerías y cuatro fábricas de azúcar en producción. Las grandes plantaciones han dado paso a pequeñas explotaciones con escasa mecanización, organizadas en el siglo XX en torno a cooperativas que agrupan a 1300 pequeños productores en 2019 que explotan sólo 1700 ha de caña de azúcar para un potencial de 2300 ha en 2021. Sin embargo, la agricultura de todas las Antillas francesas está sometida a una fuerte competencia internacional. 
A principios del siglo XXI, sólo quedaban en Marie-Galante una azucarera (la fábrica de Grande Anse ) y tres destilerías (Bellevue, Bielle, Poisson). El ron blanco agrícola que allí se produce está amparado por una simple denominación de origen, cuyas marcas son Père Labat, Bielle y Bellevue. Se comercializa principalmente a 59° en Marigalante, pero también está disponible en 50° y 40°. La producción de azúcar ecológico también podría ser un nuevo eje de desarrollo, pero, el actual contexto de parada de las subvenciones europeas hace incierto el futuro agrícola y por tanto económico de Marie-Galante y sus habitantes.
Quedan muchos vestigios de la antigua economía. Destaca esta riqueza histórica: unas setenta torres entre las que se encuentran dos molinos restaurados (Moulin Bézard y el molino de la destilería Bellevue), viviendas coloniales y antiguas fábricas de azúcar (Habitation Murat y su molino Murat). Una red de senderos permite a los excursionistas descubrir la isla y su población. 
Así, Marigalante conoce a su vez, la mutación económica que permite la actividad turística. Pero el desarrollo de estos servicios se basa en una política de conservación de la naturaleza y del patrimonio, ya sea precolombino, colonial o contemporáneo. Los habitantes de Marie-Galantais conservan un estilo de vida pintoresco que combina modernidad y autenticidad. Aunque la isla cuenta con algunas de las playas más famosas del Caribe, la industria hotelera es discreta. Por otro lado, artistas internacionales se reúnen allí cada año para el festival "Terre de blues " durante el fin de semana de Pentecostés.
En marzo de 2016, la isla de Marigalante recibió el programa "Demostradores industriales para ciudades sostenibles" en el marco de una convocatoria de proyectos del Ministerio de Medio Ambiente, Energía y Mar. El objetivo de este proyecto, titulado "Marigalante, isla de turismo sostenible", es hacer de Marigalante un modelo europeo de cohesión económica y social basado en la sobriedad medioambiental.

## Transporte
La isla cuenta con un aeródromo al que no llega ninguna compañía aérea. La conexión con las islas de Guadalupe, Dominica, Martinica y otras islas de las Antillas Menores se realiza en barco.

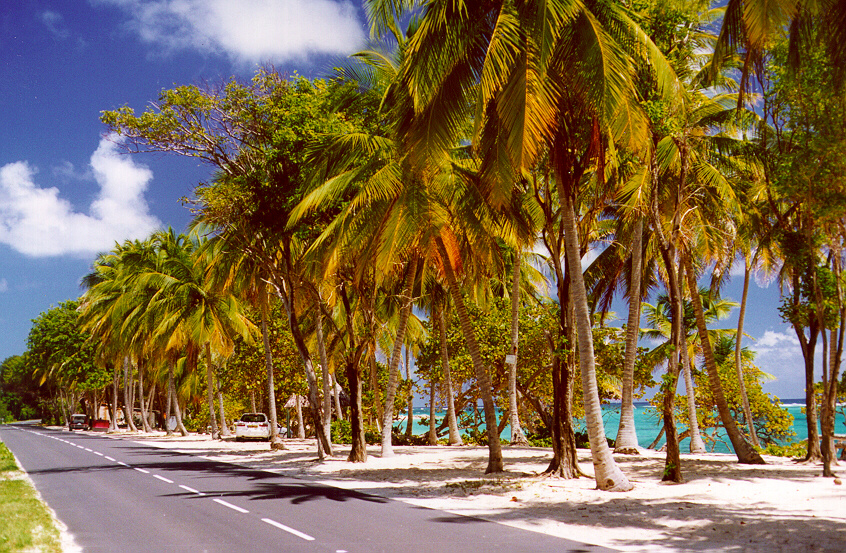
Ruta en la costa de la isla de Marigalante.

En 2017, dos grandes empresas competidoras realizan cada una unas tres rotaciones diarias entre los puertos marítimos de Grand-Bourg, Saint-Louis y el puerto marítimo de Bergevin en Pointe-à-Pitre: Valferry e Island Express. Existen otros servicios desde Saint-Louis. La travesía dura aproximadamente una hora.
Las barcazas del puerto autónomo de Pointe-à-Pitre y otras embarcaciones permiten el transporte diario de mercancías del puerto marítimo de Folle Anse, que realiza su comercio transatlántico con la Francia continental y el resto de Europa, así como con otras partes de América, incluso a través del puerto de Pointe-à-Pitre y Jarry.
En la isla, todos los vehículos comunes están permitidos. Un servicio de varios autobuses conecta diariamente los tres municipios. Hay varios taxis y numerosas empresas de alquiler de vehículos (coches y scooters).

## Energía
El municipio de Saint-Louis cuenta con una filial de la Cámara de Comercio e Industria de Pointe-à-Pitre, y está desarrollando un proyecto de planta fotovoltaica experimental.
Un parque eólico se instala en la localidad de Capesterre, en el emplazamiento de morne Constant -el lugar de la isla más expuesto a los vientos dominantes-, y participa en el objetivo de independencia energética de la isla (principalmente frente a los combustibles fósiles) como parte del desarrollo del sistema eléctrico de Guadalupe. Consta de veintitrés aerogeneradores retráctiles de dos palas con una potencia total instalada de 1.380 kW operados por la empresa Quadran 5.
Mientras que en 2017 más de dos tercios de la electricidad consumida en la isla es producida por centrales eléctricas de combustibles fósiles en Guadalupe e importada por un cable submarino, los cargos electos de Marigalante han desarrollado un proyecto de autonomía energética basado en energías renovables 100% locales combinado con un modelo de sobriedad energética y el uso de vehículos eléctricos. 
Se construirá una central de biomasa de 7,5 MW, alimentada con bagazo (residuo de la trituración de la caña de azúcar) y residuos domésticos. Se completará con 4 MW de energía fotovoltaica y eólica y con una instalación de almacenamiento de electricidad. En cuanto a la movilidad, está previsto desplegar vehículos eléctricos y estaciones de carga. La producción y el consumo de energía serán gestionados por una central eléctrica virtual y una red inteligente.

## Deporte
El estadio municipal de Grand-Bourg se utiliza para los entrenamientos y partidos del club de fútbol US Grand-Bourg. El ciclismo está representado por la Union vélocipédique marie-galantaise (UVMG).
El estadio municipal de Saint-Louis de Marie-Galante acoge los entrenamientos y partidos del Club Atlético Saint-Louis ( Saint-Louis Athlétic Club, SLAC). Desde enero de 2020, se celebra en el paseo marítimo de Saint-Louis una carrera por etapas de motos acuáticas de tres días de duración, creada por Eric Paulin, organizador del "Karujet".

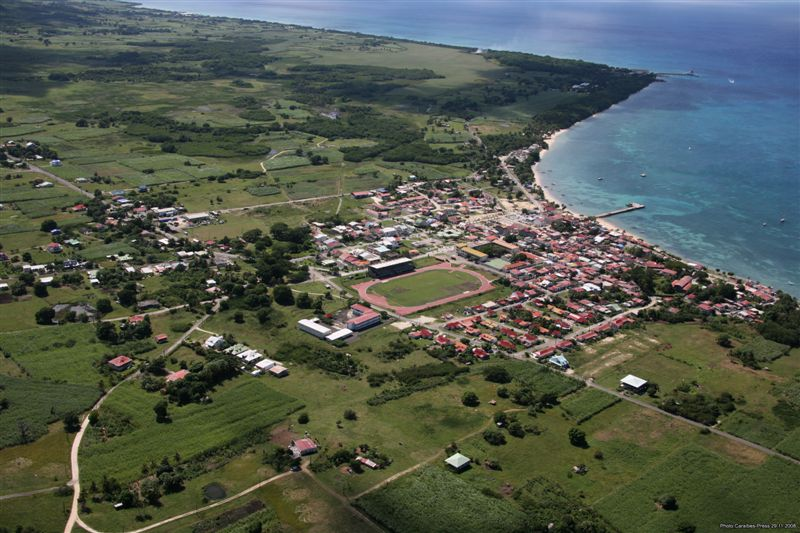
Vista de Saint-Louis de Marie-Galante y su estadio municipal.

Además, la ciudad de Capesterre, tras 10 largos años de trabajo, inauguró el 30 de julio su estadio llamado José Bade, con una capacidad de al menos 1.200 plazas. Acoge los entrenamientos y partidos de dos clubes de fútbol:
- Club Amical de Marigalante
- Jeunesse-Sportive de Capesterre

### Agrupaciones y asociaciones deportivas
- UVMG (Unión Vélocipédique marie-galantaise)[35]
- Amical Club de Marie-Galante, club de fútbol
- JSC (Jeunesse-Sportive de Capesterre), club de fútbol
- USGB (Union Sportive de Grand-Bourg), club de fútbol
- CMGVB (Comité de Marie-Galante du Volley Ball), club de voleibol. Leslie Turiaf es una notable jugadora de voleibol de Marigalante.

### Eventos deportivos
- La Vuelta Ciclista a Marie-Galante
- El Karujet - Campeonato Mundial de Motos de Agua en Petit-Bourg, incluyendo Marie-Galante

## Cultura

### Cocina
El plato tradicional de Marigalante se conoce como bébélé.
El kilibibi es además un manjar originario de la isla.
El caca-bœuf es un tipo de pastel pequeño que se consume también en la región.

### Festividades
En Navidad, las familias y los amigos se reúnen en el chanté nowel y en el Mercado de Navidad, organizados por todo Marigalante. Es una oportunidad para cantar villancicos y celebrar.
Las comparsas de carnaval desfilan todos los domingos por la tarde por las calles, desde enero hasta las fiestas de carnaval en febrero o marzo. Cada año, a finales de enero, se organiza un gran desfile de carnaval en la ciudad principal, Grand-Bourg desde 2013, llamado WOY MI MASS. Reúne a unas 9.000 o 10.000 personas cada año y cuenta con varias agrupaciones carnavalescas (con "Po", "Ti Mass" y tambores) que participan casi todas en un concurso para los mejores disfraces, la mejor música o la mejor coreografía cuya temática es impuesta por los comités carnavalescos, en una alfombra roja frente a un podio bajo la mirada de los espectadores y filmada en directo.
También está el Carnaval en kabwèt de Marigalante, de Saint-Louis, práctica que mezcla la tradición francesa de los bueyes gordos y la tradición de los desfiles de Carnaval. Es un momento importante para la salvaguarda y la promoción de las tradiciones de Marigalante y Guadalupe. El desfile consiste en una treintena de carros decorados tirados por una pareja de bueyes, a lo largo de 22 km en el campo y en Saint-Louis de Marie-Galante. Y desde 2014, este carnaval de Marie-Galante está inscrito en el inventario del patrimonio inmaterial de Francia por la Unesco.
El Mardi Gras es la gran fiesta en la que compiten las agrupaciones carnavalescas en una de las ciudades de Marie-Galante según el año. Luego, al día siguiente, el miércoles de ceniza, día que pone fin al carnaval, se quema la mascota del rey del carnaval, apodada Vaval, que marca el fin de las fiestas, todo el mundo desfila en blanco y negro (para marcar el luto de Vaval), y luego comienzan los 40 días de Cuaresma.

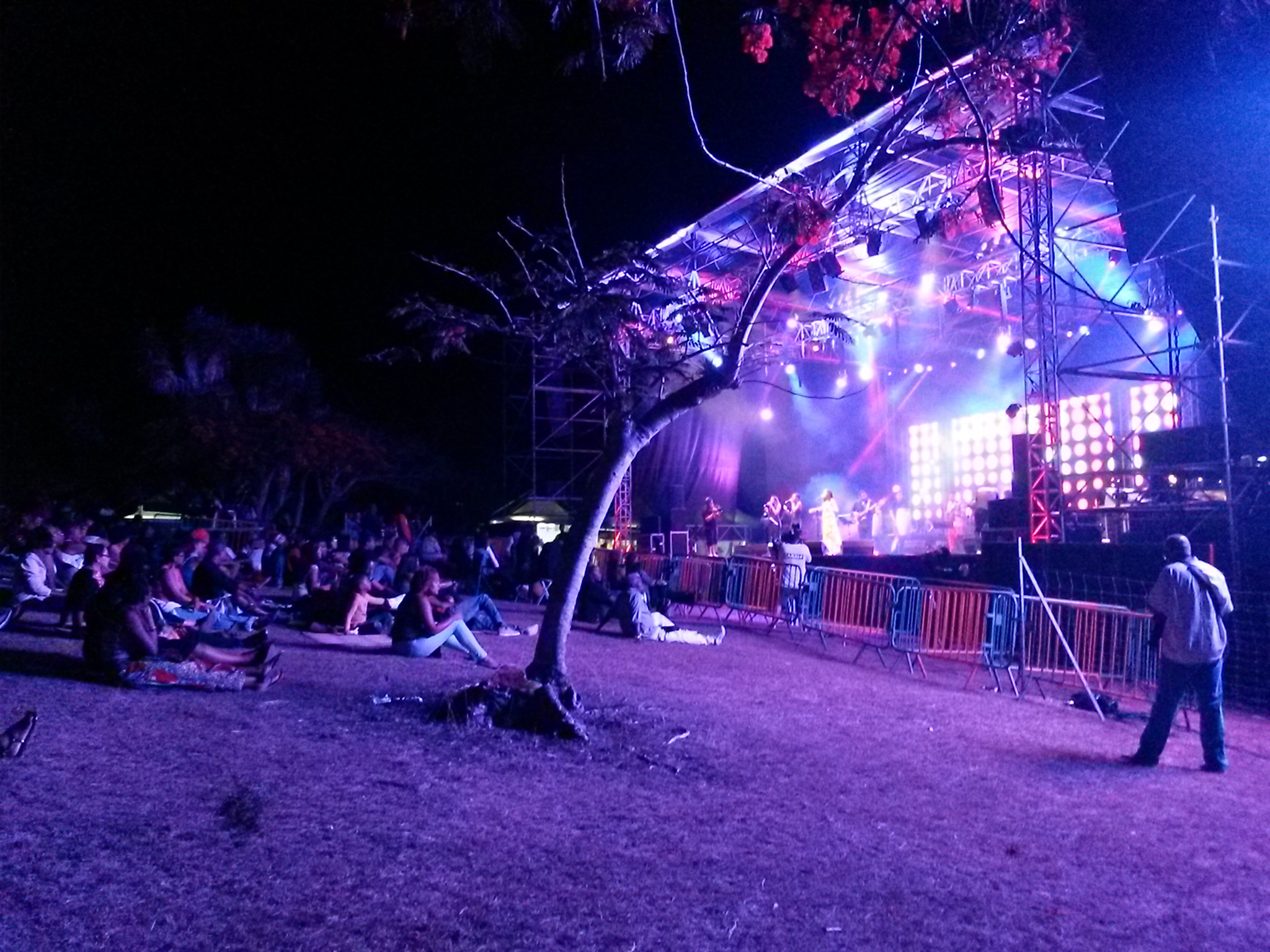
Festival de Terre de Blues.

La mayoría de la población es católica y respeta este periodo, por lo que las discotecas están vacías, la gente evita salir de fiesta, algunos sólo comen pescado o prescinden de él. Pero, dada la gran afición a las celebraciones, el "jueves de cuaresma" se organiza un desfile en rojo y negro idéntico al del carnaval, con grupos de músicos precedidos por personas que desfilan.
Tras este periodo de privación, tienen lugar las celebraciones de Semana Santa, durante las cuales las familias suelen ir de acampada a la playa y comer platos a base de cangrejo: matété (arroz cocido con cangrejo), calalou (cangrejos con hojas de Madeira acompañados de arroz blanco) o dombrés aux crabes (bolitas de harina cocidas con cangrejo). En este momento, hay muchas competiciones de arrastre de bueyes en las que el buey es algo más que una herramienta agrícola.
En Pentecostés se celebra cada año la mayor fiesta de Marigalante y una de las mayores del Caribe, el festival Terre de Blues, un festival de música que acoge cada año a entre 13.000 y 15.000 festeros.
En agosto, se celebra la fiesta patronal de Grand-Bourg, una de las mayores fiestas patronales de Guadalupe. Aparte de las fiestas patronales de Capesterre y Saint-Louis, la de Grand-Bourg es la más grande e importante de Marie-Galante. Generalmente, a mediados de agosto, acoge a unos 15 000 espectadores en un día.
El 28 de octubre se celebra el Día Internacional del Criollo.
Los jóvenes de Marigalante, preocupados por su patrimonio cultural, han creado una nueva tendencia llamada Galanta, derivada de Marigalante, que los jóvenes dan a la isla. Esta expresión se encuentra a menudo en su música o en los grafitis de algunos edificios antiguos, calles o camisetas con la efigie de la isla.